# Campionati austriaci di ciclismo su strada
I campionati austriaci di ciclismo su strada sono la manifestazione annuale di ciclismo su strada che assegna il titolo di Campione d'Austria nelle due specialità della corsa in linea e della corsa a cronometro. I vincitori hanno il diritto di indossare per un anno la maglia di campione austriaco.
Il plurivincitore dei campionati a livello maschile è Matthias Brändle, che è riuscito ad aggiudicarsi nove titoli, di cui uno nella prova in linea e ben otto in quella contro il tempo, mentre a livello femminile è Christiane Soeder, undici volte campionessa nazionale, tre in linea e otto a cronometro.
Nel 2022 il vincitore Felix Großschartner è arrivato in parata con i suoi quattro connazionali in Bora-Hansgrohe, Patrick Gamper, Lukas Pöstlberger, Patrick Kondrad e Marco Haller rendendo la formazione tedesca il primo team ciclistico al mondo a posizionare cinque suoi corridori nei primi cinque posti di un campionato nazionale.

## Campioni in carica
| Uomini Elite | Uomini Elite            |
| ------------ | ----------------------- |
| In linea     | Tim Wafler              |
| Cronometro   | Felix Großschartner     |
| Donne Elite  |                         |
| In linea     | Kathrin Schweinberger   |
| Cronometro   | Christina Schweinberger |

## Albo d'oro

### Titoli maschili
Aggiornato all'edizione 2025.
| Anno | Vincitore             | Secondo               | Terzo                |
| ---- | --------------------- | --------------------- | -------------------- |
| 1969 | Georg Postl           | Ludwig Kretz          | Rudi Kretz           |
| 1970 | Georg Postl           | Roman Hummenberger    | Ludwig Kretz         |
| 1971 | Siegfried Denk        | Georg Postl           | Kurt Schattelbauer   |
| 1972 | Herbert Fuzi          | Siegfried Denk        | Kurt Schattelbauer   |
| 1973 | Kurt Schattelbauer    | Leo Karner            | Rupert Preuer        |
| 1974 | Siegfried Denk        | Frantz Inthaller      | Wolfgang Priglhofer  |
| 1975 | Ludwig Kretz          | Werner Kuhn           | Wolfgang Steinmeyr   |
| 1976 | Herbert Spindler      | Erich Jagsch          | Roman Hummenberger   |
| 1977 | Hans Summer           | Leopold König         | Peter Muckenhuber    |
| 1978 | Herbert Spindler      | Leo Karner            | Peter Muckenhuber    |
| 1979 | Manfred Horvayh       | Hans Lienhart         | Kurt Zellhofer       |
| 1980 | Peter Muckenhuber     | Karl Krenauer         | Helmut Wechselberger |
| 1981 | Hans Lienhart         | Harald Maier          | Erich Hofrichter     |
| 1982 | Peter Muckenhuber     | Herbert Spindler      | Johan Traxler        |
| 1983 | Johan Lienhart        | Johan Traxler         | Erich Jagsch         |
| 1984 | Helmut Wechselberger  | Peter Muckenhuber     | Karl Krenauer        |
| 1985 | Bernhard Rassinger    | Herbert Spindler      | Harald Blumel        |
| 1986 | Pauk Popp             | Andy Blumel           | Arno Wohlfahrter     |
| 1987 | Arno Wohlfahrter      | Helmut Wechselberger  | Mario Traxl          |
| 1988 | Albert Hainz          | Norbert Kostel        | Armin Purner         |
| 1989 | Mario Traxl           | Peter Lammer          | Josef Lontscharitsch |
| 1990 | Heinz Hechenberger    | Peter Lammer          | Christian Eminger    |
| 1991 | Armin Purner          | Anton Lorenz          | Andy Langl           |
| 1992 | Richard Schmied       | Andrea Muller         | Heinz Marschel       |
| 1993 | Peter Luttenberger    | Markus Pingerra       | Albin Kern           |
| 1994 | Mario Traxl           | Dietmar Hauer         | Richard Schmied      |
| 1995 | Josef Lontscharitsch  | Paul Haschka          | Gerrit Glomser       |
| 1996 | Heinz Marschel        | Hannes Hempel         | Georg Totschnig      |
| 1997 | Georg Totschnig       | Harald Morscher       | Thomas Mühlbacher    |
| 1998 | Josef Lontscharitsch  | Peter Wrolich         | Berndt Grabner       |
| 1999 | Hannes Hempel         | Peter Wrolich         | Arno Kaspret         |
| 2000 | Werner Riebenbauer    | Thomas Mühlbacher     | Bernhard Gugganig    |
| 2001 | Jürgen Pauritsch      | Gerrit Glomser        | Hans-Peter Obwaller  |
| 2002 | René Haselbacher      | Harald Morscher       | Martin Fisherlehner  |
| 2003 | Georg Totschnig       | René Haselbacher      | Andreas Matzbacher   |
| 2004 | Harald Morscher       | Christian Pfannberger | Georg Totschnig      |
| 2005 | Gerrit Glomser        | Gerhard Trampusch     | Hans-Peter Obwaller  |
| 2006 | Bernhard Kohl         | Harald Morscher       | Georg Totschnig      |
| 2007 | Christian Pfannberger | Markus Eibegger       | Thomas Rohregger     |
| 2008 | Christian Pfannberger | Hans-Peter Obwaller   | Stefan Rucker        |
| 2009 | Markus Eibegger       | Martin Schöffmann     | Bernhard Eisel       |
| 2010 | Harald Starzengruber  | Harald Totschnig      | Josef Kugler         |
| 2011 | Matthias Krizek       | Riccardo Zoidl        | Andreas Hofer        |
| 2012 | Lukas Pöstlberger     | Josef Benetseder      | Matthias Krizek      |
| 2013 | Riccardo Zoidl        | Stefan Denifl         | Harald Totschnig     |
| 2014 | Riccardo Zoidl        | Gregor Mühlberger     | Bernhard Eisel       |
| 2015 | Marco Haller          | Matthias Krizek       | Daniel Schorn        |
| 2016 | Matthias Brändle      | Gregor Mühlberger     | Michael Gogl         |
| 2017 | Gregor Mühlberger     | Lukas Pöstlberger     | Michael Gogl         |
| 2018 | Lukas Pöstlberger     | Felix Großschartner   | Riccardo Zoidl       |
| 2019 | Patrick Konrad        | Michael Gogl          | Gregor Mühlberger    |
| 2020 | Valentin Götzinger    | Daniel Federspiel     | Michael Gogl         |
| 2021 | Patrick Konrad        | Marco Haller          | Patrick Gamper       |
| 2022 | Felix Großschartner   | Patrick Gamper        | Lukas Pöstlberger    |
| 2023 | Gregor Mühlberger     | Patrick Gamper        | Lukas Pöstlberger    |
| 2024 | Alexander Hajek       | Gregor Mühlberger     | Felix Großschartner  |
| 2025 | Tim Wafler            | Felix Großschartner   | Tobias Bayer         |

| Anno | Vincitore           | Secondo                | Terzo                  |
| ---- | ------------------- | ---------------------- | ---------------------- |
| 1996 | Georg Totschnig     |                        |                        |
| 1997 | Georg Totschnig     | Bernhard Gugganig      | Dietmar Müller         |
| 1998 | Peter Luttenberger  | Roland Garber          | Florian Wiesinger      |
| 1999 | Florian Wiesinger   | René Haselbacher       | Josef Lontscharitsch   |
| 2000 | René Haselbacher    | Josef Lontscharitsch   | Bernhard Gugganig      |
| 2001 | Georg Totschnig     | Peter Luttenberger     | Friedrich Berein       |
| 2002 | Georg Totschnig     | Hannes Hempel          | Mathias Buxhofer       |
| 2003 | Andrew Bradley      | Martin Angerer         | Martin Moser           |
| 2004 | Georg Totschnig     | Peter Luttenberger     | Hans-Peter Obwaller    |
| 2005 | Hans-Peter Obwaller | Martin Moser           | Patrick Riedesser      |
| 2006 | Peter Luttenberger  | Thomas Rohregger       | Mario Lexmüller        |
| 2007 | Rupert Probst       | Hans-Peter Obwaller    | Christian Pfannberger  |
| 2008 | Stefan Denifl       | Andreas Graf           | Harald Starzengruber   |
| 2009 | Matthias Brändle    | Andreas Graf           | Michael Pichler        |
| 2010 | non disputato       | non disputato          | non disputato          |
| 2011 | Andreas Hofer       | Andreas Graf           | Josef Benetseder       |
| 2012 | Riccardo Zoidl      | Andreas Graf           | Andreas Hofer          |
| 2013 | Matthias Brändle    | Andreas Graf           | Andreas Hofer          |
| 2014 | Matthias Brändle    | Gregor Mühlberger      | Andreas Hofer          |
| 2015 | Georg Preidler      | Riccardo Zoidl         | Andreas Graf           |
| 2016 | Matthias Brändle    | Clemens Fankhauser     | Riccardo Zoidl         |
| 2017 | Georg Preidler      | Matthias Brändle       | Lukas Pöstlberger      |
| 2018 | Matthias Brändle    | Felix Großschartner    | Lukas Pöstlberger      |
| 2019 | Matthias Brändle    | Johannes Hirschbichler | Patrick Konrad         |
| 2020 | Matthias Brändle    | Patrick Gamper         | Felix Ritzinger        |
| 2021 | Matthias Brändle    | Felix Ritzinger        | Tobias Bayer           |
| 2022 | Felix Großschartner | Rainer Kepplinger      | Matthias Brändle       |
| 2023 | Patrick Gamper      | Felix Ritzinger        | Moran Vermeulen        |
| 2024 | Felix Großschartner | Patrick Gamper         | Johannes Hirschbichler |
| 2025 | Felix Großschartner | Patrick Gamper         | Ognjen Ilić            |

### Titoli femminili
Aggiornato all'edizione 2025.
| Anno | Vincitrice                 | Seconda              | Terza                      |
| ---- | -------------------------- | -------------------- | -------------------------- |
| 1990 | Silvia Nenning             | Silvia Hauser        | Ludmilla Huemerlehner      |
| 1991 | Silvia Nenning             | Johanna Hack         | Brigitte Felber            |
| 1992 | Andrea Purner-Koschier     | Birgit Hausmann      | Doris Reitener             |
| 1993 | Christine Koschier-Bitante | Sandra Pachner       | Silvia Hauser              |
| 1994 | Silvia Hauser              | Michaela Brunngraber | Christine Koschier-Bitante |
| 1995 | Tanja Klein                | Brigitte Krebs       | Cornelia Sulzer            |
| 1996 | Tanja Klein                | Brigitte Krebs       | Johanna Freysinger         |
| 1997 | Johanna Freysinger         | Brigitte Krebs       | Andrea Graus               |
| 1998 | Tanja Klein                | Caroline Dietman     | Brigitte Krebs             |
| 1999 | Ulrike Baumgartner         | Isabella Wieser      | Andrea Graus               |
| 2000 | Andrea Purner-Koschier     | Ulrike Baumgartner   | Andrea Graus               |
| 2001 | Andrea Purner-Koschier     | Andrea Graus         | Doris Posch                |
| 2002 | Isabella Wieser            | Andrea Graus         | Karin Wieser               |
| 2003 | Bernadette Schober         | Andrea Graus         | Doris Posch                |
| 2004 | Christiane Soeder          | Isabella Wieser      | Andrea Graus               |
| 2005 | Andrea Graus               | Christiane Soeder    | Bernadette Schober         |
| 2006 | Christiane Soeder          | Andrea Graus         | Monika Schachl             |
| 2007 | Daniela Pintarelli         | Bärbel Jungmeier     | Veronika Sprügl            |
| 2008 | Monika Schachl             | Daniela Pintarelli   | Jacqueline Hahn            |
| 2009 | Christiane Soeder          | Daniela Pintarelli   | Jacqueline Hahn            |
| 2010 | Andrea Graus               | Daniela Pintarelli   | Jacqueline Hahn            |
| 2011 | Andrea Graus               | Elisabeth Reiner     | Karin Pekovits             |
| 2012 | Andrea Graus               | Martina Ritter       | Daniela Pintarelli         |
| 2013 | Andrea Graus               | Martina Ritter       | Eva Wutti                  |
| 2014 | Jacqueline Hahn            | Christina Perchtold  | Martina Ritter             |
| 2015 | Martina Ritter             | Daniela Pintarelli   | Christina Perchtold        |
| 2016 | Christina Perchtold        | Martina Ritter       | Sarah Rijkes               |
| 2017 | Martina Ritter             | Christina Perchtold  | Barbara Mayer              |
| 2018 | Sarah Rijkes               | Barbara Mayer        | Angelika Tazreiter         |
| 2019 | Anna Kiesenhofer           | Angelika Tazreiter   | Kathrin Schweinberger      |
| 2020 | Kathrin Schweinberger      | Sarah Rijkes         | Veronika Windisch          |
| 2021 | Kathrin Schweinberger      | Verena Eberhardt     | Christina Schweinberger    |
| 2022 | Christina Schweinberger    | Anna Kiesenhofer     | Kathrin Schweinberger      |
| 2023 | Carina Schrempf            | Lisa Perterer        | Kathrin Schweinberger      |
| 2024 | Anna Kiesenhofer           | Valentina Cavallar   | Christina Schweinberger    |
| 2025 | Kathrin Schweinberger      | Elisa Winter         | Carina Schrempf            |

| Anno | Vincitrice              | Seconda                 | Terza                   |
| ---- | ----------------------- | ----------------------- | ----------------------- |
| 1995 | Doris Posch             | Tanja Klein             | Brigitte Krebs          |
| 1996 | Tanja Klein             | Brigitte Krebs          | Doris Posch             |
| 1997 | Brigitte Krebs          | Tanja Klein             | Michaela Brunngraber    |
| 1998 | Brigitte Krebs          | Michaela Brunngraber    | Doris Posch             |
| 1999 | Birgit Winter           | Michaela Brunngraber    | Doris Posch             |
| 2000 | Doris Posch             | Isabella Wieser         | Michaela Brunngraber    |
| 2001 | Doris Posch             | Andrea Purner-Koschier  | Isabella Wieser         |
| 2002 | Doris Posch             | Brigitte Krebs          | Isabella Wieser         |
| 2003 | Doris Posch             | Christiana Haas         | Bernadette Schober      |
| 2004 | Christiane Soeder       | Doris Posch             | Bärbel Jungmeier        |
| 2005 | Christiane Soeder       | Andrea Graus            | Bernadette Schober      |
| 2006 | Christiane Soeder       | Andrea Graus            | Monika Schachl          |
| 2007 | Christiane Soeder       | Andrea Graus            | Monika Schachl          |
| 2008 | Christiane Soede        | Daniela Pintarelli      | Jacqueline Hahn         |
| 2009 | Christiane Soeder       | Daniela Pintarelli      | Bettina Tesar           |
| 2010 | Christiane Soeder       | Jacqueline Hahn         | Karin Pekovits          |
| 2011 | Doris Posch             | Claudia Pfisterer       | Karin Pekovits          |
| 2012 | Christiane Soeder       | Martina Ritter          | Jacqueline Hahn         |
| 2013 | Martina Ritter          | Adelheid Schütz         | Andrea Graus            |
| 2014 | Martina Ritter          | Jacqueline Hahn         | Barbara Mayer           |
| 2015 | Martina Ritter          | Jacqueline Hahn         | Sylvia Gehnböck         |
| 2016 | Martina Ritter          | Anna Kiesenhofer        | Manuela Hartl           |
| 2017 | Martina Ritter          | Manuela Hartl           | Astrid Magnet           |
| 2018 | Martina Ritter          | Barbara Mayer           | Sylvia Gehnböck         |
| 2019 | Anna Kiesenhofer        | Manuela Hartl           | Sarah Rijkes            |
| 2020 | Anna Kiesenhofer        | Astrid Lamprecht        | Manuela Hartl           |
| 2021 | Anna Kiesenhofer        | Gabriela Erharter       | Christina Schweinberger |
| 2022 | Christina Schweinberger | Anna Kiesenhofer        | Gabriela Erharter       |
| 2023 | Anna Kiesenhofer        | Christina Schweinberger | Anna Kofler             |
| 2024 | Anna Kiesenhofer        | Christina Schweinberger | Anna Kofler             |
| 2025 | Christina Schweinberger | Anna Kiesenhofer        | Carina Schrempf         |